# Nyhettitiska stater

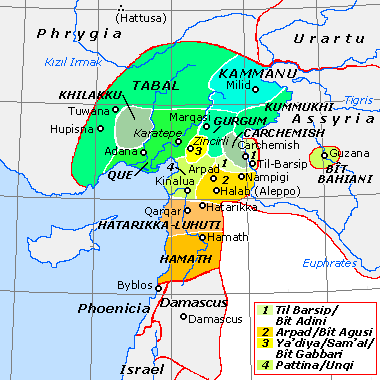
Luviska och arameiska småstater under 800-talet f.Kr.

Nyhettitiska stater var ett antal småstater som bildades från 1100-talet f.Kr. av luvierna och arameerna i det forntida Syrien.
Arameerna bildade separata riken i flera städer, inklusive Damaskus. Den assyriska härskaren Sargon II erövrade området på 700-talet f.Kr. varigenom de arameiska riken upphörde och helt absorberades av det nya assyriska riket.

## Arameiska riken enligt Bibeln
Gamla testamentets Aram motsvarar det nuvarande Syrien och delar av angränsande länder. 
Ytterligare en rad arameiska stadsstater nämns i Bibeln:
- Bit-Bahiani
- Bit-Zamani
- Damaskus
- Bit-Agusi
- Beth-Eden

## Övriga arameiska riken
- Hamath
- Bit Zamani
- Bit Bahiani